# Kasteel Courtejoye

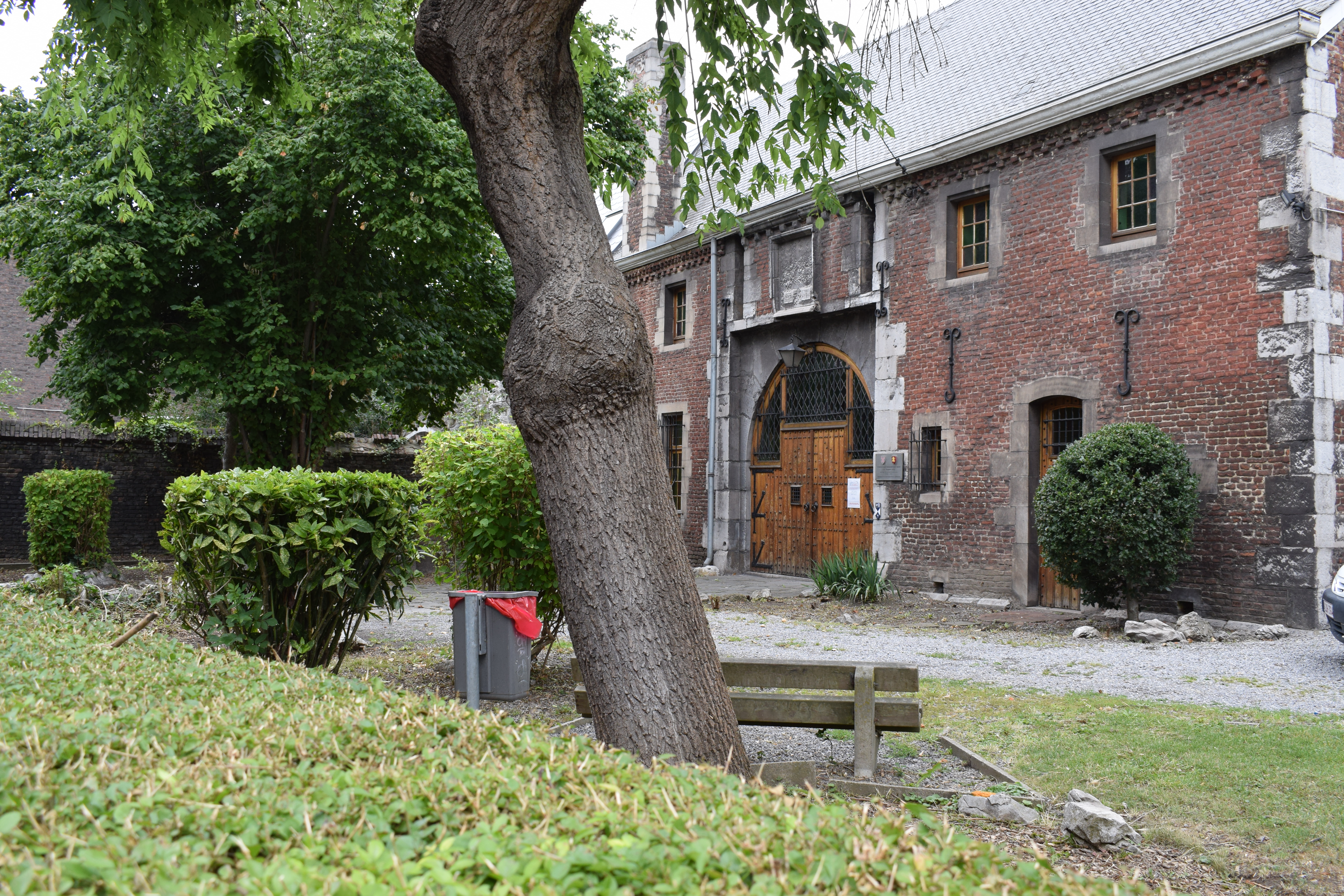
Kasteel Courtejoye

Het Kasteel Courtejoye (Frans: Château Courtejoye, ook: Château d'Ouloy) is een kasteel gelegen aan de Rue Arnauld de Lexhy 36 te Jemeppe-sur-Meuse in de Belgische provincie Luik.

## Bezitsgeschiedenis
Dit kasteel is vernoemd naar een voormalig eigenaar, Jean de Courtejoye, heer van Grâce, die was getrouwd met Jeanne de Bombaye, en zich er in 1613 vestigde. Begin 18e eeuw kwam het in handen van Gilles Mathieu de Ghêquier, tevens kasteelheer van Kasteel Ordange. In de 19e eeuw was de familie Chefnay de eigenaar, en daarna Arnold Lambert Joseph de Lexhy, eigenaar van de steenkoolmijn en van 1867-1881 burgemeester van Jemeppe.
In 1963 werd het kasteel verkocht aan de gemeente Jemeppe en werd er uiteindelijk een bibliotheek in gevestigd.

## Gebouw
Het kasteel ligt in een tuin en bestaat uit twee gebouwen die door een meer recente constructie verbonden zijn. Dit alles was vroeger door een gracht omgeven. Het oudste deel, mogelijk 15e-eeuws, bevat nog de toegangspoort met aansluitpunten van de vroegere ophaalbrug. Links van dit gebouw stond vroeger een ronde hoektoren, in 1927 werd deze toren vervangen door een Lourdesgrot, vervaardigd van kalksteenbrokken. De gevelsteen boven de poort bevatte vroeger de wapenschilden van Jean en Jeanne, maar die zijn eind 18e eeuw weggebeiteld.
Rechts hiervan ligt een dubbel woongedeelte dat in oorsprong vermoedelijk uit de 16e eeuw stamt, maar in later eeuwen werd gewijzigd. Loodrecht daarop staat een meer recentelijk toegevoegde vleugel.